# 2457 Рубльов
2457 Рубльов (2457 Rublyov) — астероїд головного поясу, відкритий 3 жовтня 1975 року.
Тіссеранів параметр щодо Юпітера — 3,384.